# Рижская фабрика музыкальных инструментов
Рижская фабрика музыкальных инструментов (латыш. Rīgas mūzikas instrumentu fabrika, RmiF) - советское и латвийское предприятие, производившее музыкальные инструменты. Находилось по адресу: г.Рига, ул. Московская, д. 250. Была крупнейшим в советское время производителем электронных музыкальных инструментов. В постсоветское время аббревиатура RMIF ассоциируется с ударными установками и синтезаторами.  

## История
Предприятие было организовано в послевоенное время на территории Латвийской ССР в городе Рига в 1945 г. Занималось производством электромузыкальных инструментов (синтезаторов), ударных установок.
Рижская фабрика музыкальных инструментов производила знаменитое пианино «Рига». Пианино «Рига-120» получило золотую медаль на Всесоюзной Выставке достижений народного хозяйства.
В 1972 году Рижская фабрика музыкальных инструментов подготовила к выпуску звуковой агрегат, предназначенный для использования с электрогитарами и клавишными электромузыкальными инструментами. Звуковой агрегат состоит из собранных в одном корпусе предварительного усилителя с регуляторами тембра, усилителя мощности и громкоговорителей.
В 80-х годах рижские синтезаторы были популярны среди рок- и поп-групп стран Варшавского договора.
Наряду с многими промышленными предприятиями Рижская фабрика музыкальных инструментов в 1991 году прекратила своё существование. Ниша оставалась незаполненой.

Но для экономиста Петериса Вилкса — бывшего руководителя фабрики — RmiF послужило базой для организации нового ориентированного на рынок предприятия «Sonore».
- Электрогитары
- Экспериментальный аналоговый усилитель RMIF ES-2-5 1991 года
- РМИФ Опус